# Aleksander Kamiński (poseł)
Aleksander Kamiński (ur. 23 stycznia 1880 w Włosienicy, zm. 14 grudnia 1940 w KL Dachau) – polski ziemianin, polityk i działacz społeczny związany z Pomorzem, Warmią i Mazurami, poseł na Sejm III kadencji w II RP z ramienia Stronnictwa Narodowego.

## Życiorys
Uczęszczał do gimnazjów w Pelplinie i Grudziądzu. W 1912 nabył w ramach akcji polonizowania Mazur, majątek Zimowo k. Mikołajek. Od lutego 1920 był przedstawicielem ludności polskiej przy Międzysojuszniczej Komisji na teren powiatu mrągowskiego (sensburskiego). Był współpracownikiem Komitetu Mazurskiego i kierownictwa Straży Ludowej na Mazurach i Warmii oraz zastępcą landrata z ramienia ludności polskiej. Jego dom będący schronieniem dla polskich działaczy, podczas akcji plebiscytowej był wielokrotnie napadany przez bojówki niemieckie, mimo iż przydzielona była mu ochrona żołnierzy włoskich. W lipcu 1920 roku, po porażce Polski w plebiscycie, przeniósł się do Grudziądza, a od grudnia 1921 mieszkał we własnym majątku Turza Wielka. W okresie międzywojennym sprawował wiele funkcji publicznych na Pomorzu, był m.in. członkiem Związku Obrony Kresów Zachodnich, Wydziału Powiatowego, od 1927 Sejmiku Wojewódzkiego w Toruniu, prezesem Zarządu Powiatowego Związku Kółek Rolniczych w Działdowie, członkiem władz Pomorskiego Towarzystwa Rolniczego, członkiem Rady Związku Pomorskiego w Toruniu. W wyborach w 1930 roku zdobył mandat z listy nr 4, okręg wyborczy nr 31 (Toruń). W 1933 roku należał do Komitetu Zbiórki na Rzecz Szkolnictwa Polskiego Zagranicą. Przez kilkanaście lat pełnił funkcję prezesa Stronnictwa Narodowego w Działdowie i był członkiem władz wojewódzkich tegoż. Podczas II wojny światowej, w lutym 1940, został aresztowany przez Niemców i przewieziony 5 maja 1940 do obozu w Sachsenhausen. 2 albo 3 września 1940 został przeniesiony do Dachau, gdzie został zamordowany. Jego prochy zostały pochowane na cmentarzu w Toruniu.

## Rodzina
Był synem  Jana, ziemianina i Antoniny z Wojnowskich Kamińskich. Był żonaty z Konstancją z domu Fitzerman, z którą miał syna Janusza.

## Ordery i odznaczenia
- Złoty Krzyż Zasługi
- Srebrny Krzyż Zasługi (9 kwietnia 1927)[3]